# Jocelyn Enriquez

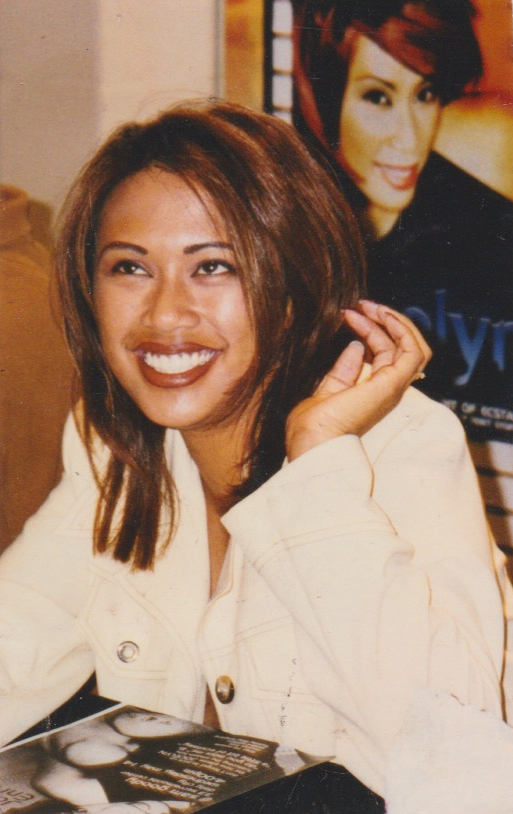
Jocelyn Enriquez

Jocelyn Enriquez (* 28. Dezember 1974 in San Francisco) ist eine philippinisch-amerikanische Popsängerin, deren musikalisches Spektrum neben Freestyle auch Latin, Electro, House und Hi-NRG mit einschließt.

## Biografie
Enriquez wuchs in ihrer Geburtsstadt San Francisco auf. Ihre Eltern stammen aus Manila und der Provinz Pangasinan auf den Philippinen. Als Teenager sammelte sie musikalische Erfahrungen in einem öffentlichen Programm namens „Young Filipino Entertainers’ Club“. Die oft als „Queen of Freestyle“ bezeichnete Musikerin war die erste Künstlerin, die einen Plattenvertrag bei dem 1993 gegründeten philippinischen Plattenlabel Classified Records unterschrieb.
Ihre Single I’ve Been Thinking About You, eine Auskopplung vom Debütalbum Lovely, stieg im April 1994 in die US-Charts und erreichte Platz 80. Im Sommer 1996 folgten Jocelyn, das zweite Album, das auf Platz 182 der Billboard-Charts stieg, und Do You Miss Me, ein weiterer Singlehit auf Platz 49 in den Vereinigten Staaten. Mit der Single A Little Bit of Ecstasy schaffte Enriquez im April 1997 ein drittes und letztes Mal mit einer Solosingle den Charteinstieg in den USA.
Als Mitglied der Stars on 54 hatte sie mit Amber und Ultra Naté 1998 einen weltweiten Hit mit der Coverversion des Liedes If You Could Read My Mind, das im Original von Gordon Lightfoot aus dem Jahr 1970 stammt. Bis ins Jahr 2001 erschienen noch einige Singles beim Label Tommy Boy, das auch schon die Stars on 54 betreut hatte.
Nach einer zweijährigen Pause gründete Enriquez ihr eigenes Label Jem Entertainment und veröffentlichte ihr Comeback-Album All My Life, auf dem verschiedene Arten Dance Music zu hören sind. Die erste, nach dem Album benannte Trance-Single wurde von DJ Sammy geschrieben. Es folgten die Auskopplungen No Way No How und Why. Kurze Zeit danach zog sie nach San Antonio, Texas, um sich ausschließlich um ihre Familie, zu der ihr Mann Alain Macasadia und vier Kinder gehören, zu kümmern. Bisher lehnte sie alle Offerten für ein erneutes Comeback ab, spielt aber mit dem Gedanken, ein Gospelalbum aufzunehmen.

## Diskografie

### Alben
| Jahr | Titel Musiklabel        | Höchstplatzierung, Gesamtwochen, AuszeichnungChartsChartplatzierungen (Jahr, Titel, Musiklabel, Platzierungen, Wochen, Auszeichnungen, Anmerkungen) | Anmerkungen                                                                                |
| Jahr | Titel Musiklabel        | US | Anmerkungen                                                                                |
| ---- | ----------------------- | --- | ------------------------------------------------------------------------------------------ |
| 1996 | Jocelyn Classified 0230 | US182 (1 Wo.)US | Erstveröffentlichung: 13. Mai 1997 Produzenten: Glenn Gutierrez, Elvin Reyes, Joey Gardner |

Weitere Alben
- 1994: Lovely (Classified 0210; VÖ: 5. Juli)
- 2003: All My Life (JEM Entertainment 0165; VÖ: 11. Februar)

### Singles
| Jahr | Titel Album                         | Höchstplatzierung, Gesamtwochen, AuszeichnungChartplatzierungen (Jahr, Titel, Album, Platzierungen, Wochen, Auszeichnungen, Anmerkungen) | Höchstplatzierung, Gesamtwochen, AuszeichnungChartplatzierungen (Jahr, Titel, Album, Platzierungen, Wochen, Auszeichnungen, Anmerkungen) | Höchstplatzierung, Gesamtwochen, AuszeichnungChartplatzierungen (Jahr, Titel, Album, Platzierungen, Wochen, Auszeichnungen, Anmerkungen) | Höchstplatzierung, Gesamtwochen, AuszeichnungChartplatzierungen (Jahr, Titel, Album, Platzierungen, Wochen, Auszeichnungen, Anmerkungen) | Höchstplatzierung, Gesamtwochen, AuszeichnungChartplatzierungen (Jahr, Titel, Album, Platzierungen, Wochen, Auszeichnungen, Anmerkungen) | Anmerkungen |
| Jahr | Titel Album                         | DE | AT | UK | US | Dance | Anmerkungen |
| ---- | ----------------------------------- | --- | --- | --- | --- | --- | --- |
| 1994 | I’ve Been Thinking About You Lovely | — | — | — | US80 (11 Wo.)US | — | Erstveröffentlichung: März 1994 Autoren: Glenn Gutierrez, Mario L. Agustin, Jr.                                                |
| 1996 | Do You Miss Me Jocelyn              | — | — | — | US49 (23 Wo.)US | — | Erstveröffentlichung: Juli 1996 Autor: Glenn Gutierrez                                                                         |
| 1997 | A Little Bit of Ecstasy Jocelyn     | — | — | — | US55 (20 Wo.)US | Dance15 (13 Wo.)Dance | Erstveröffentlichung: März 1997 Autor: Glenn Gutierrez                                                                         |
| 1998 | Get into the Rhythm Jocelyn         | — | — | — | — | Dance9 (12 Wo.)Dance | Erstveröffentlichung: April 1998 Autor: Glenn Gutierrez                                                                        |
| 1998 | If You Could Read My Mind Amber     | DE65 (9 Wo.)DE | AT17 (12 Wo.)AT | UK23 (5 Wo.)UK | US52 (15 Wo.)US | Dance3 (14 Wo.)Dance | Erstveröffentlichung: Juli 1998 Stars on 54: Ultra Naté, Amber und Jocelyn Enriquez Autor und Original: Gordon Lightfoot, 1970 |
| 2000 | When I Get Close to You             | — | — | — | — | Dance1 (13 Wo.)Dance | Erstveröffentlichung: April 2000 Autor: Fred Jorio                                                                             |
| 2003 | No Way No How All My Life           | — | — | — | — | Dance17 (13 Wo.)Dance | Erstveröffentlichung: Februar 2003 Autoren: Dee Robert, R. Balconis                                                            |

Weitere Singles
- 1994: Make This Last Forever
- 1994: You Are the One
- 1994: Big Love
- 1995: Only
- 1997: Stay with Me
- 2001: So Fabulous So Fierce (Freak Out) (Thunderpuss feat. Jocelyn Enriquez)
- 2003: All My Life
- 2004: Why